# تورویهل
تورویهل (به انگلیسی: Turvihal) یک منطقهٔ مسکونی در هند است که در کارناتاکا واقع شده‌است.

## خصوصیات
تورویهل ۱۲٬۳۵۶ نفر جمعیت دارد.